# Burg Blandy-les-Tours
Die Burg Blandy-les-Tours ist eine mittelalterliche Burg in der Gemeinde Blandy im französischen Département Seine-et-Marne der Region Île-de-France. Die Anlage steht bereits seit 1889 als klassifiziertes Monument historique unter Denkmalschutz.
Die erste Befestigung wurde gegen 1220 von den Vizegrafen von Melun Guillaume II. und Adam III. errichtet. Während des Hundertjährigen Kriegs im 14. Jahrhundert wurde die Anlage stark abgeändert und erweitert.
Die Burg gehört zu den letzten Zeugen der mittelalterlichen Architektur aus dem 13. Jahrhundert, die in der Île-de-France erhalten geblieben sind. Die ersten Restaurierungsarbeiten wurden 1984 durchgeführt, 2007 konnten diese abgeschlossen werden, und die Burg ist seitdem wieder für Besucher zugänglich. Zu besichtigen sind unter anderem die begehbare Wehrmauer und das Burgverlies.